# Panamerikanische Spiele 2019/Rudern
Bei den Panamerikanischen Spielen 2019 in Lima fanden vom 6. bis 10. August 2019 im Rudern 14 Wettbewerbe statt. Austragungsort war die Albufera Medio Mundo.
Für die Wettbewerbe hatten sich insgesamt 18 Nationen qualifiziert, in denen 220 Athleten an den Start gingen.

## Wettbewerbe und Zeitplan
Insgesamt 14 Wettbewerbe wurden im Rahmen der Spiele im Rudern ausgetragen. Dazu zählten acht Wettbewerbe bei den Männern und  sechs Wettbewerbe bei den Frauen.

## Ergebnisse

### Männer

#### Einer
| Platz | Land        | Athleten            |
| ----- | ----------- | ------------------- |
| 1     | Kuba        | Ángel Fournier      |
| 2     | Mexiko      | Juan Carlos Cabrera |
| 3     | Argentinien | Brian Rosso         |

#### Zweier ohne Steuermann
| Platz | Land        | Athleten                           |
| ----- | ----------- | ---------------------------------- |
| 1     | Chile       | Ignacio Abraham Christopher Kalleg |
| 2     | Brasilien   | Pau Vela Xavier Vela               |
| 3     | Argentinien | Agustín Díaz Axel Haack            |

#### Doppelzweier
| Platz | Land        | Athleten                       |
| ----- | ----------- | ------------------------------ |
| 1     | Argentinien | Rodrigo Murillo Cristian Rosso |
| 2     | Kuba        | Boris Guerra Adrián Oquendo    |
| 3     | Brasilien   | Uncas Batista Lucas Verthein   |

#### Leichtgewichts-Doppelzweier
| Platz | Land        | Athleten                              |
| ----- | ----------- | ------------------------------------- |
| 1     | Mexiko      | Alan Armenta Alexis López             |
| 2     | Argentinien | Alejandro Colomino Carlo Lauro Gracia |
| 3     | Chile       | César Abaroa Eber Sanhueza            |

#### Vierer ohne Steuermann
| Platz | Land        | Athleten                                                     |
| ----- | ----------- | ------------------------------------------------------------ |
| 1     | Argentinien | Iván Carino Agustín Díaz Francisco Esteras Axel Haack        |
| 2     | Kuba        | Carlos Ajete Reidy Cardona Eduardo González Jesús Rodríguez  |
| 3     | Brasilien   | Gabriel Campos Alef Fontoura Willian Giaretton Fábio Moreira |

#### Doppelvierer
| Platz | Land        | Athleten                                                  |
| ----- | ----------- | --------------------------------------------------------- |
| 1     | Argentinien | Rodrigo Murillo Brian Rosso Cristian Rosso Ariel Suárez   |
| 2     | Kuba        | Reidy Cardona Boris Guerra Adrián Oquendo Jorge Patterson |
| 3     | Mexiko      | Hugo Carpio Jordy Gutiérrez Diego Sánchez Miguel Carballo |

Die ursprüngliche Goldmedaillengewinner aus Uruguay wurden aufgrund eines positiven Dopingtests bei Marcos Sarraute nachträglich disqualifiziert.

#### Leichtgewichts-Vierer ohne Steuermann
| Platz | Land   | Athleten                                                      |
| ----- | ------ | ------------------------------------------------------------- |
| 1     | Chile  | Felipe Cárdenas Roberto Liewald Fabián Oyarzún Felipe Oyarzún |
| 2     | Mexiko | Angy Canul Alexis López Rafael Mejía Marco Velázquez          |
| 3     | Kuba   | Alexei Carballosa Osvaldo Pérez Ennier Tamayo Yhoan Uribarri  |

#### Achter
| Platz | Land        | Athleten |
| ----- | ----------- | --- |
| 1     | Argentinien | Iván Carino Francisco Esteras Axel Haack Tomás Herrera Joel Infante Rodrigo Murillo Joel Romero Agustín Scenna Ariel Suárez                       |
| 2     | Chile       | César Abaroa Alfredo Abraham Ignacio Abraham Selim Echeverría Christopher Kalleg Francisco Lapostol Antonia Liewald Nelson Martínez Óscar Vásquez |
| 3     | Kuba        | Carlos Ajete Reidy Cardona Eduardo González Boris Guerra Yoelvis Hernández Adrián Oquendo Jorge Patterson Jesús Rodríguez Yadian Rodríguez        |

### Frauen

#### Einer
| Platz | Land                | Athletin       |
| ----- | ------------------- | -------------- |
| 1     | Kanada              | Jessica Sevick |
| 2     | Trinidad und Tobago | Felice Chow    |
| 3     | Chile               | Soraya Jadué   |

#### Leichtgewichts-Einer
| Platz | Land        | Athletin      |
| ----- | ----------- | ------------- |
| 1     | Mexiko      | Kenia Lechuga |
| 2     | Argentinien | Milka Kraljev |
| 3     | Kuba        | Milena Venega |

#### Zweier ohne Steuerfrau
| Platz | Land   | Athletinnen                       |
| ----- | ------ | --------------------------------- |
| 1     | Chile  | Melita Abraham Antonia Abraham    |
| 2     | Kanada | Jessie Loutit Larissa Werbicki    |
| 3     | Mexiko | Maite Arrillaga Fernanda Ceballos |

#### Doppelzweier
| Platz | Land               | Athletinnen                     |
| ----- | ------------------ | ------------------------------- |
| 1     | Kuba               | Yariulvis Cobas Aimeé Hernández |
| 2     | Vereinigte Staaten | Margaret Fellows Julia Lonchar  |
| 3     | Argentinien        | Milka Kraljev Oriana Ruiz       |

#### Leichtgewichts-Doppelzweier
| Platz | Land   | Athletinnen                       |
| ----- | ------ | --------------------------------- |
| 1     | Kanada | Katherine Haber Jaclyn Stelmaszyk |
| 2     | Chile  | Isidora Niemeyer Yoselyn Cárcamo  |
| 3     | Kuba   | Rosana Serrano Milena Venega      |

#### Doppelvierer
| Platz | Land               | Athletinnen                                                  |
| ----- | ------------------ | ------------------------------------------------------------ |
| 1     | Chile              | Melita Abraham Antonia Abraham Soraya Jadué Isidora Niemeyer |
| 2     | Kuba               | Yariulvis Cobas Marelis González Aimeé Hernández Rayma Ortíz |
| 3     | Vereinigte Staaten | Margaret Fellows Solveig Imsdahl Julia Lonchar Keara Twist   |

## Medaillenspiegel
| Platz  | Land                | Gold | Silber | Bronze | Gesamt |
| ------ | ------------------- | ---- | ------ | ------ | ------ |
| 01     | Argentinien         | 4    | 2      | 3      | 9      |
| 02     | Chile               | 4    | 2      | 2      | 8      |
| 02     | Kuba                | 2    | 4      | 4      | 10     |
| 04     | Mexiko              | 2    | 2      | 2      | 6      |
| 05     | Kanada              | 2    | 1      | —      | 3      |
| 06     | Brasilien           | —    | 1      | 2      | 3      |
| 07     | Vereinigte Staaten  | —    | 1      | 1      | 2      |
| 08     | Trinidad und Tobago | —    | 1      | —      | 1      |
| Gesamt | Gesamt              | 14   | 14     | 14     | 42     |